# 戈尔森
戈尔森（德語：Golßen，發音：[ˈɡɔlsn̩] ⓘ）是德国勃兰登堡州达默-施普雷瓦尔德县的城市，面积63.68平方千米，2023年12月31日人口为2,489人。